# Thalassoplanes
Thalassoplanes is een geslacht van weekdieren uit de klasse van de Gastropoda (slakken).

## Soorten
- Thalassoplanes modesta (Martens, 1885)
- Thalassoplanes moerchii (Dall, 1908)